# Maison Mugnier
La maison Mugnier est une maison située Rue du Montet à Virieu-le-Grand, en France. Localement elle est plutôt connue sous la dénomination Maison Callet voire Maison  Godefroy.

## Présentation
La maison est située dans le département français de l'Ain, sur la commune de Virieu-le-Grand. L'édifice est inscrit au titre des monuments historiques en 1927. La Base Mérimée l'appelle Maison Mugnier en référence à Pierre Mugnier, son concepteur au XVIe siècle. Les dénominations locales (Callet, Godefroy) font référence à des habitants successifs. La maison Todeschini également inscrite aux monuments historiques le 28 janvier 1927, lui fait quasiment face. 